# The War Illustrated (1914)
Pour le magazine de même nom publié pendant la Seconde Guerre mondiale, voir The War Illustrated (1939).
The War Illustrated est un magazine britannique publié pendant la Première Guerre mondiale et traitant de l'actualité autour de celle-ci en mettant en valeur des illustrations et photographies des évènements.

Propriété de William Berry (futur propriétaire du Daily Telegraph) au sein des éditions Amalgamated Press, il était édité par John Alexander Hammerton et a vu la contribution de nombreuses personnalités comme H. G. Wells ou Winston Churchill.
Vingt ans après la parution du dernier numéro, la Seconde Guerre mondiale conduira à la publication par le même éditeur d'un nouveau magazine de même nom publié de 1939 à 1947. Bien que celui-ci soit un nouveau titre avec sa propre numérotation, les deux magazines sont parfois considérés comme une seule publication.

## Le magazine
De publication hebdomadaire tout le long de sa parution, le périodique est agrémenté d'un sous-titre présent sur la page de titre dès le premier numéro.
- The War Illustrated, a (weekly) picture-record of events by land, sea and air., The Amalgamated Press, Limited, 1914–1919 (OCLC 491258722).

### Parution
Le premier numéro paraît le 22 août 1914, dix-huit jours après que le Royaume-Uni a déclaré la guerre à l'Empire allemand, et la publication chaque semaine s'est poursuivie jusqu'au début de 1919. Publiés par volumes de 26 numéros, 234 numéros formant 9 volumes ont été publiés et ont rencontrés un énorme succès avec un pic de parution à 750 000 exemplaires à la fin de la guerre.

### Reliures
Tout le long de la parution, des couvertures rigides pour relier manuellement chaque volume de 26 numéros seront proposées. Elles seront accompagnées d'une page de titre, d'un index, ainsi que d'une planche en couleurs présentant des portraits en guise de frontispice.

Le sous-titre présent sur la page de titre diffère de celui des magazines.
- The War Illustrated, a pictoral record of the conflict of the nations., The Amalgamated Press, Limited, 1915–1919 (LCCN 44045155).

### Collection complète en ligne
L'intégralité de la collection a été numérisée en 2019 sur le site Internet Archive par le réseau de recherche NoRMMA de l'école des arts de l'université du Kent avec l'aide du National Lottery Heritage Fund (en).
(Les numéros y sont regroupés par semestres calendaires et non par volumes originaux.)
- Vol. 1, no  1 – Vol. 1, no  19 (22 août 1914 – 26 décembre 1914) (lire en ligne)
- Vol. 1, no  20 – Vol. 2, no  45 (2 janvier 1915 – 26 juin 1915) (lire en ligne)
- Vol. 2, no  46 – Vol. 3, no  71 (3 juillet 1915 – 25 décembre 1915) (lire en ligne)
- Vol. 3, no  72 – Vol. 4, no  97 (1 janvier 1916 – 24 juin 1916) (lire en ligne)
- Vol. 4, no  98 – Vol. 5, no  124 (1 juillet 1916 – 30 décembre 1916) (lire en ligne)
- Vol. 5, no  125 – Vol. 6, no  150 (5 janvier 1917 – 30 juin 1917) (lire en ligne)
- Vol. 6, no  151 – Vol. 7, no  176 (7 juillet 1917 – 29 décembre 1917) (lire en ligne)
- Vol. 7, no  177 – Vol. 8, no  202 (5 janvier 1918 – 29 juin 1918) (lire en ligne)
- Vol. 8, no  203 – Vol. 9, no  228 (6 juillet 1918 – 28 décembre 1918) (lire en ligne)
- Vol. 9, no  229 – Vol. 9, no  234 (4 janvier 1919 – 8 février 1919) (lire en ligne)

## Édition «Album de Luxe»
Une édition reliée dite « Album de Luxe » avec une réorganisation du contenu, l'ajout de textes et d'illustrations inédites, le tout dans un découpage différent en dix volumes a également été publiée tout le long de la guerre dès 1915.
- The War Illustrated Album de Luxe – The Story of the Great European War Told by Camera, Pen and Pencil., The Amalgamated Press, Limited, 1915–1919 (OCLC 6460128, LCCN 15023051).

1. Vol. 1: "The First Phase", 1915 (lire en ligne).
Articles de H.G. Wells, Sir Gilbert Parker, Sir Arthur Conan Doyle.
2. Vol. 2: "The Winter Campaign, 1914–15", 1915 (lire en ligne).
 Articles de H.G. Wells, Arthur D. Innes, Fred T. Jane, C. Grahame-White.
3. Vol. 3: "The Spring Campaign, 1915", 1915 (lire en ligne).
 Articles de Arthur D. Innes, Emile Vandervelde, Austin Harrison, John Foster Frazier, Marie Corelli, Walter Emanuel.
4. Vol. 4: "The Summer Campaign, 1915", 1916 (lire en ligne).
 Articles de Arthur D. Innes, Major Redway, Herbert Wrigley Wilson, Sidney Low (en), Edward Wright.
5. Vol. 5: "The Second Winter Campaign, 1915–16", 1916 (lire en ligne).
 Articles de Arthur D. Innes, Major Redway, Sir William Mitchell Ramsay, Sir Leo George Chiozza Money (en), John Redmond.
6. Vol. 6: "Spring and Summer Campaign of 1916", 1916 (lire en ligne).
 Articles de Lord Nothcliffe, Lady Jellicoe, Commander Carlyon Wilfroy Bellairs, Major Redway, Author D. Innes.
7. Vol. 7: "The Autumn Campaign of 1916", 1917 (lire en ligne).
 Articles de Max Pemberton (en), Arthur D. Innes, Hamilton Fyfe (en), Basil Clarke (en), Edward Wright, Gomez Carrillo.
8. Vol. 8: "Ending the First Three Years", 1917 (lire en ligne).
 Articles de Sir Arthur Conan Doyle, Lovat Fraser, Author D. Innes, Max Pemberton, Hamilton Fyfe, Basil Clarke.
9. Vol. 9: "The Fourth Year, 1917–18", 1918 (lire en ligne).
 Articles de Lovat Fraser, Hamilton Fyfe, Max Pemberton, Edward Wright, Author D. Innes, and the editor.
10. Vol. 10: "The Last Phase", 1919 (lire en ligne).
 Articles de Arthur D. Innes, Hamilton Fyfe, Edward Wright, Émile Cammaerts.

Cette version a été rééditée plusieurs fois au cours du XXe et du XXIe siècle.